# 天草市立本渡北小学校
天草市立本渡北小学校（あまくさしりつ ほんどきたしょうがっこう）は、熊本県天草市浜崎町にある小学校。

## 沿革
- 1862年（文久2年）- 庄屋木山惟一が儒者値賀盛純を招き、前身である集義館を明徳寺内におこす。
- 1872年（明治5年）- 学制頒布により廃校。
- 1873年（明治6年）- 明徳寺内に本戸馬場・町山口両村組合立天草小学校設立。後に本戸小学校と改称。
- 1875年（明治8年）- 町山口村が分離。
- 1879年（明治12年）- 現在地に移転。
- 1891年（明治24年）- 茂木根に分教場を設置。
- 1905年（明治38年）- 茂木根分教場を廃止。
- 1918年（大正7年）- 村立本渡北補習学校が開校。
- 1920年（大正9年）- 高等小学校、2年課程設置。
- 1941年（昭和16年）4月1日 - 国民学校令により、本渡北国民学校と改称。
- 1947年（昭和22年）4月1日 - 学制改革により、本渡町立本渡北小学校と改称。
- 1954年（昭和29年）4月1日 - 本渡市立本渡北小学校と改称。
- 2006年（平成18年）3月27日 - 天草市立本渡北小学校と改称。

## 歴代校長
- 1875年(明治8年) - 初代校長
- - 現校長 中村　康敬 [1]

## クラブ活動

### 運動部
- サッカー部
- ソフトテニス部
- ソフトボール部
- バスケットボール部
- ハンドボール部
- 陸上部

### 文化部
- 吹奏楽部

## 通学区域
2014年4月1日現在、以下の通りである。
- 本渡町
  - 本戸馬場
  - 広瀬
  - 本泉
- 浜崎町
- 城下町1番～5番、6番1号～6号、25号～44号、7番～9番
- 大浜町3番～5番、6番10号～21号、11番1号～3号、21号～34号、12番～19番

- 小松原町
- 今釜町
- 今釜新町
- 北浜町
- 丸尾町
- 中村町
- 八幡町
- 北原町

## 進学先中学校
- 天草市立本渡中学校 - 全域

## 学校周辺
- 熊本県立天草拓心高等学校本渡校舎
- JA本渡五和 本渡北支店
- グリーントップ本渡
- 本渡馬場郵便局
- ナフコ本渡店